# Midsommar (2019)
Midsommar ist ein US-amerikanisch-schwedisches Mystery-Horror-Drama von Ari Aster, das am 3. Juli 2019 in die US-amerikanischen Kinos und am 26. September 2019 in die deutschen Kinos kam.

## Handlung
Die junge Doktorandin Dani ist verzweifelt und depressiv, nachdem ihre bipolar gestörte Schwester Terri bei einem erweiterten Suizid sich selbst und ihre Eltern getötet hatte. Auch die bereits bröckelnde Beziehung mit ihrem Freund und Kommilitonen Christian leidet, da er sich von Danis Zustand überfordert fühlt. Er plant schon länger, sich von ihr zu trennen, doch eine Mischung aus Mitleid und Feigheit hält ihn davon ab. Als er gemeinsam mit seinen Freunden, dem angehenden Anthropologen Josh und seinem Kumpel Mark, eine Reise nach Schweden plant, verschweigt er Dani sein Vorhaben. Er will die Reise als Trennungsvorwand ausnutzen. Die Jungs haben vor, in Schweden in einer abgelegenen ländlichen Gemeinde an den Feierlichkeiten zur Sommersonnenwende teilzunehmen. Ihr Freund Pelle, der dort aufgewachsen ist, hatte sie dazu eingeladen. Impulsiv beschließt Dani, mitzufahren – sie glaubt, kurz vor dem Zusammenbruch zu stehen und erhofft sich von der Reise Ablenkung und Erholung. Christian und seine Clique sind wenig begeistert, weil sie befürchten, dass Danis psychische Labilität die Reisestimmung verderben könnte. Pelle greift beherzt ein und kann die Gruppe umstimmen.
Die Gruppe fliegt nach Schweden und kommt in der Kommune Hårga in der Provinz Hälsingland an. Dort lernen sie Simon und Connie kennen, ein englisches Paar, das von Pelles Gemeindebruder Ingemar eingeladen wurde. Nachdem sie unterwegs Magic Mushrooms konsumiert haben, erleidet Dani einen verstörenden Trip. Bald darauf erreichen sie die abgelegene Siedlung, wo die Neuankömmlinge von den weiß gekleideten, ausgelassenen Dorfbewohnern lächelnd und musizierend begrüßt werden. Josh arbeitet an einer Dissertation über europäische Mittsommerrituale, die hier gefeierte Tradition ist ihm bislang jedoch unbekannt. Die Ältesten der Gemeinde geben ihm bereitwillig Auskunft über diese eigentümliche, heidnische Tradition und ihre Folklore. Die Besucher erhalten eine kleine Führung durch die Kommune, dabei wird Simon und Connie ein langes Tuch gezeigt, auf dem laut Ingemar eine Liebesgeschichte abgebildet wird: Eine junge Frau begehrt einen Mann und möchte ihn für sich gewinnen. Dafür schneidet sie sich etwas von ihrem Schamhaar ab und mischt es gemeinsam mit etwas von ihrem Menstruationsblut in ein Gericht, das sie dem Mann serviert. Die letzten beiden Darstellungen zeigen den Mann mit Wirbeln in seinen Augen, und das letzte Bild zeigt sowohl ihn als auch die jetzt schwangere Frau. Beide stehen nun vor einer Art Traualtar.
Es kommt zu den ersten Spannungen, als die Gruppe Zeuge einer Ättestupa wird, bei der zwei Gemeindeälteste Senizid begehen, indem sie von einer Klippe springen. Als der männliche Älteste den Sturz schwer verletzt überlebt, ahmen die versammelten Mitglieder der Kommune seine Schmerzensschreie nach und drei von ihnen zertrümmern seinen Schädel mit einem großen Vorschlaghammer. Die oberste Sprecherin Siv erklärt den geschockten Besuchern, dass dies für die Gemeinde völlig normal sei; jedes Mitglied beende sein Leben auf diese Weise im Alter von 72 Jahren. Die Szene verstört Danis Gruppe, aber sie beschließen trotzdem, zu bleiben, weil Josh seine Dissertation über die Kommune zu Ende schreiben will. Connie und Simon hingegen sind entsetzt und wollen umgehend abreisen. Am nächsten Morgen ist Connie verwirrt, weil Simon verschwunden ist, doch einer der Ältesten erzählt ihr, dass Simon bereits losgegangen sei. Connie will ihm umgehend folgen und verlässt alleine die Kommune.
Beim kommunalen Mittagessen findet Christian in seinem Essen ein rötlich schimmerndes Haar. Außerdem hat sein Getränk, im Gegensatz zu den Getränken der anderen Teilnehmer, einen verdächtigen Rotstich. Später eröffnet er Josh, eine eigene Dissertation über die Hårga schreiben zu wollen, worauf Josh ihm Plagiarismus vorwirft und sich die beiden zerstreiten. Danis psychisch labiler Zustand verschlechtert sich aufs Neue, als Christian ihren Geburtstag vergisst und Josh mit einer dümmlichen Bemerkung nachtritt. Pelle findet sie weinend im Gästehaus vor und tröstet sie. Er schmeichelt ihr geschickt und kann sie überreden, zu bleiben. Die Gemeindeältesten gestatten sowohl Josh als auch Christian, über die Kommune zu schreiben, vorausgesetzt, Orte und Namen werden anonymisiert und die Dissertation wird gemeinsam geschrieben. Unterdessen kommt es in der Kommune zum Tumult, als Mark im Rausch unwissentlich auf einen Ahnenbaum uriniert und die Wut eines Mitglieds der Kommune auf sich zieht. Pelle, Christian und Dani können vermitteln und den Streit schlichten. Beim Abendmahl bittet Inga, ein Mitglied der Gemeinde, Mark ihr zu folgen, was dieser als eine Einladung zum Sex deutet, nachdem er Inga immer wieder dabei erwischte, wie diese ihm hinterhersah.
In der darauffolgenden Nacht schleicht Josh in den Tempel der Gemeinde, um den heiligen Runentext der Sekte zu fotografieren. Zuvor hatte sich der neue Älteste empört geweigert, Josh das Kopieren oder Abfotografieren zu gestatten: Gemäß dem Kommunenglauben dürfen die heiligen Schriften das Dorf niemals verlassen. Josh sieht plötzlich einen Mann, der Marks gehäutetes Gesicht als Maske trägt und er wird von weiteren Sektenmitgliedern totgeschlagen und fortgeschleppt.
Am nächsten Tag machen Dani und Christian sich langsam Sorgen, weil sie Josh, Mark und die anderen Besucher nicht mehr finden können. Außerdem lassen die Ältesten der Kommune verlauten, dass ihre heilige Schrift gestohlen wurde und sie dem Dieb die Möglichkeit geben möchten, das Buch anonym zurück in den Tempel zu bringen. Dani und Christian werden danach aufgeteilt: Dani macht bei den Aktivitäten von gleichaltrigen Mädchen der Gemeinde mit, während Christian zu einem der Häuser gehen soll. Die Aktivitäten, an denen Dani teilnimmt, entpuppen sich als die Vorbereitungen und letztlich die Teilnahme am Maibaum-Tanzwettbewerb. Bei diesem müssen alle Teilnehmerinnen bis zur Erschöpfung tanzen und die letzte noch stehende Tänzerin wird zur Maikönigin gekrönt. Dabei trinkt Dani anfangs einen Tee, von dem sie später merkt, dass dieser mit psychedelischen Drogen gespickt ist, und muss daher den gesamten Tanzwettbewerb in einem Rausch austragen. Unterdessen muss sich Christian einem Gespräch mit Siv stellen: Er glaubt zunächst, es ginge um die gestohlene Schrift, stattdessen versucht Siv, ihn davon zu überzeugen, mit dem jungen Mädchen Maja zu schlafen, da Christian laut Siv für sie der perfekte astrologische Partner sei. Verwirrt verlässt er die Hütte und gesellt sich zu den Zuschauern des Tanzwettbewerbs. Eine der ausgeschiedenen Tänzerinnen bietet ihm unter wirren Erklärungen ebenfalls den Drogentee an und Christian lehnt zunächst ab. Letztendlich trinkt er den Tee in einem Zug. Dani gewinnt den Tanzwettbewerb, wird zur Maikönigin gekrönt und darf das feierliche Bankett einleiten.
Während des Banketts entfaltet sich die psychedelische Wirkung von Christians Trank. Nach dem Bankett wird Dani von den anderen Mädchen in einer Kutsche begleitet, die von denselben Mädchen gezogen wird. Dann soll sie den Fruchtbarkeitssegen für das bestellte Land der Kommune aussprechen. Christian wird währenddessen von mehreren Frauen der Kommune in eines der Häuser gelockt, in dem er in einem rituellen Liebesakt Maja schwängern soll, um Inzest in der Gemeinde zu verhindern. Überwältigt von der Situation und dem Rausch gibt sich Christian dem Liebesakt hin, der auf verstörende Weise von den anderen Frauen der Kommune vokal begleitet wird. Als Dani von den Segnungen zurückkehrt und das seltsame Stöhnen aus der Hütte hört, riskiert sie entgegen der Ratschläge eines Kommunenmädchens einen Blick durch das Schlüsselloch der Hütte und sieht das Ritual mit an. Sie erleidet einen Weinkrampf und die Hårga-Frauen weinen einfühlsam mit ihr. Nach dem Ritual entdeckt der nackte und desorientierte Christian das Bein von Josh unter dem Ahnenbaum und findet Simon, der rituell als Blutadler zerstückelt wurde. Er wird darauf von einem Ältesten überrascht und gelähmt.
Später beginnt der letzte Ritus der Gemeinde, bei dem die Sprecherin Siv offenbart, dass die Kommune zu jedem Mittsommerfest neun Menschenopfer darbringt, um die Gemeinde von ihrem Übel zu reinigen. Die ersten vier Opfer sind Außenstehende – Josh, Mark, Connie und Simon – die von Pelle und Ingemar zur Kommune eingeladen und letztlich ermordet worden sind. Die nächsten vier Opfer sind Sektenmitglieder – zwei geopferte Älteste und zwei Freiwillige: Ingemar und Ulf. Als Maikönigin soll Dani das neunte und letzte Opfer auswählen: entweder Christian oder einen der Dorfbewohner. Dani entscheidet sich dafür, Christian zu opfern. Noch immer gelähmt, wird dieser in einen ausgeweideten Bären so eingenäht, dass nur noch sein Gesicht zu sehen ist, und zusammen mit den anderen Opfern, bzw. deren Leichen, wird er in einen hölzernen Opferschrein gebracht. Ingemar und Ulf, die noch am Leben sind, erhalten schmerzlindernde Kräuterextrakte. Der Schrein wird in Brand gesteckt und die Sekte feiert, indem sie erneut die Schmerzensschreie und -windungen der zwei lebenden Opfer nachahmt. Zuerst schluchzt Dani vor Entsetzen, dann aber beginnt sie allmählich, zu lächeln.

## Produktion

### Filmtitel und Stab

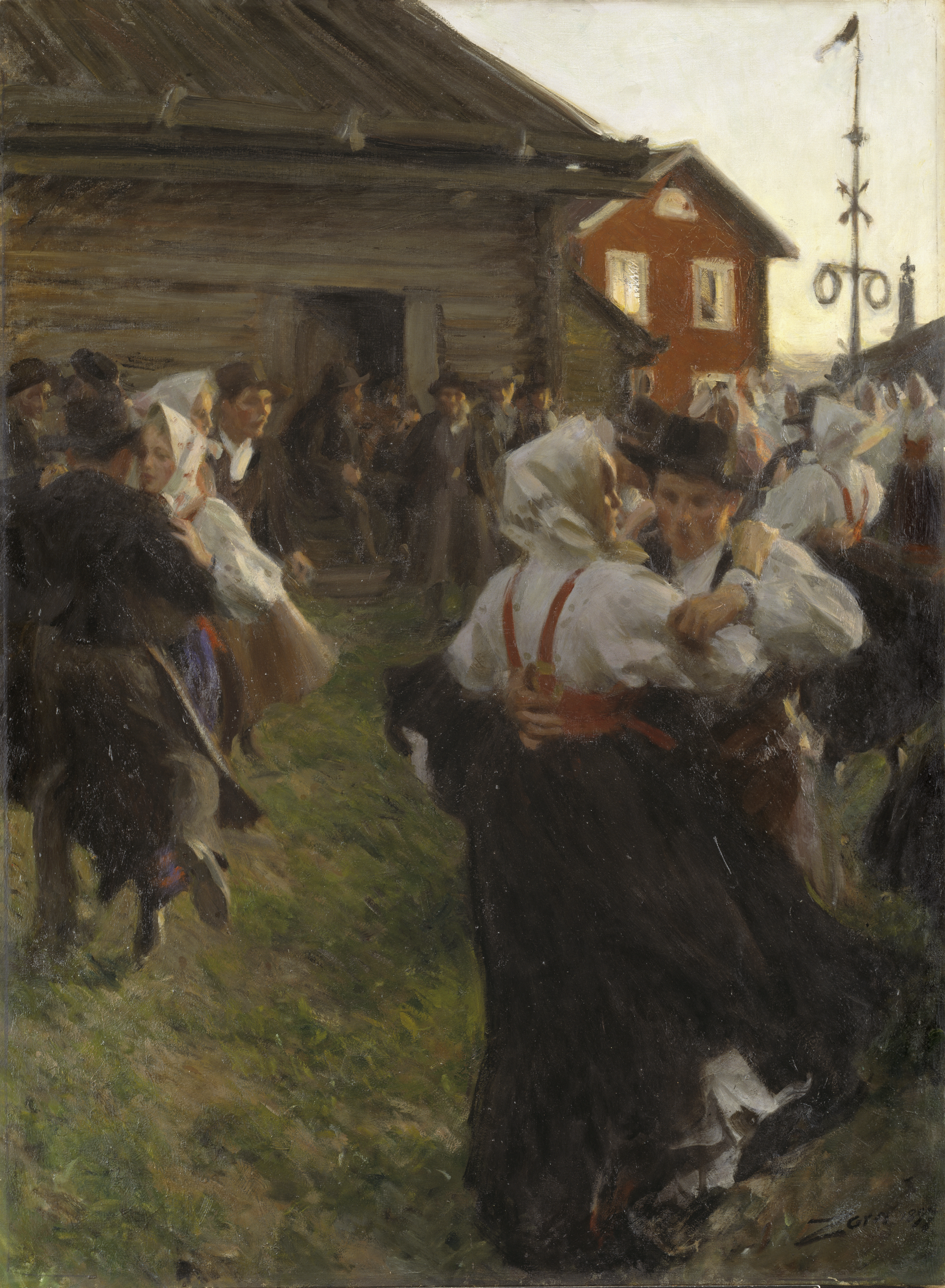
Schwedischer midsommar (Gemälde von Anders Zorn 1897)

Der Film kann als skandinavischer Folk-Horror rund um einen heidnischen Kult beschrieben werden. Das Hauptelement der Handlung und damit maßgeblich für den Titel ist der Midsommar, die schwedische Bezeichnung für das Mittsommerfest. Während dieser Feierlichkeiten zur Sommersonnenwende werden nicht nur in den skandinavischen Ländern, sondern auch im Baltikum besondere Bräuche zelebriert.
Regie bei dem Mystery-Horror-Drama führte Ari Aster. Produziert wurde der Film wie auch bereits Asters Regiedebüt Hereditary von A24. Weitere Produzenten sind Lars Knudsen und B Reel. Im März 2019 äußerte Aster im Interview mit Vulture, dass Midsommar nicht mit Hereditary vergleichbar sei: „Er ist weniger ein Horrorfilm, aber er bewegt sich immer noch in denselben Gefilden. Er ist sehr makaber. Aber die Leute sollten nicht erwarten, Hereditary zu sehen.“ Wie bei Hereditary beginnt Aster die Geschichte mit einem tragischen Todesfall in der Familie. Mehr und mehr würden die Figuren in Midsommar im Laufe des Films zu Karikaturen degradiert, wenn die jungen Amerikaner in eine Situation stolpern, die sich ihrer Kontrolle entzieht, und in eine Welt, die diese Schwäche unbedingt ausnutzen möchte, so Eric Kohn in IndieWire. Wie bei Hereditary komme es auch in Midsommar zu einem Showdown wie in einer Oper, bei dem sich alle zu einer schrecklichen Auflösung zusammenfänden, so Kohn.
Oscarpreisträger Jordan Peele, Regisseur von Get Out und Wir, der Asters Film vorab sehen durfte, war voll des Lobes und sagte in einem Gespräch mit Aster für das Horrorfilmmagazin Fangoria, er habe Aster nach dem Screening geschrieben, dass er den wohl idyllischsten Horrorfilm aller Zeiten geschaffen habe. Es gebe ein paar Filme, mit denen man Midsommar vergleichen könne, aber trotzdem sei dieser Film einzigartig. So etwas habe es noch nicht gegeben und alles nach Midsommar müsse mit diesem Film verglichen werden. Midsommar löse The Wicker Man als den Referenzfilm über heidnische Rituale ab, so Peele weiter, und im letzten Akt habe es einige der schrecklich verstörendsten Bilder gegeben, die er jemals in einem Film gesehen habe, mit offenem Mund und weit aufgerissenen Augen.

### Besetzung, Dreharbeiten und Filmmusik
Im Herbst 2018 wurde die Besetzung mit Will Poulter, Florence Pugh und Jack Reynor bekannt. Pugh und Reynor sind in den Rollen von Dani und Christian zu sehen, die in Schweden Urlaub machen. In weiteren Rollen sind Vilhem Blomgren, William Jackson Harper, Ellora Torchia und Archie Madekwe zu sehen.
Die Dreharbeiten wurden im Juli 2018 im ungarischen Budapest begonnen. Mitte Oktober 2018 wurden die Dreharbeiten beendet. Wie bei Hereditary arbeitete Aster wieder mit dem polnischen Kameramann Pawel Pogorzelski zusammen.
Die Filmmusik komponierte Bobby Krlic aka The Haxan Cloak. Das Soundtrack-Album war zwei Tage nach dem US-Kinostart des Films veröffentlicht worden. Vom Verband Internationaler Filmmusikkritiker (IFMCA) wurde Krlic für seine Arbeit in der Kategorie Beste Musik für einen Fantasy-, Science-Fiction- oder Horrorfilm nominiert.

### Marketing und Veröffentlichung
Nach einem Short-Teaser Ende Februar 2019 wurde Anfang März 2019 ein erster Trailer vorgestellt. Am 11. Juni 2019 folgte ein erster deutscher Trailer.
Nach Previews in New York und Los Angeles Mitte Juni 2019 kam der Film am 3. Juli 2019 in die US-Kinos. Ein Kinostart in Deutschland erfolgte am 26. September 2019. Am 17. August 2019 feierte im Lincoln Center in New York ein verlängerter Director’s Cut des Films Premiere, der am 30. August 2019 in ausgewählten Kinos in den USA startete. Die erweiterte Fassung hat eine Laufzeit von 170 Minuten. Die Erstausstrahlung im deutschen Fernsehen erfolgte am 26. Juni 2021 auf 3sat.

## Rezeption

### Altersfreigabe
In den USA erhielt der Film von der MPAA ein R-Rating, was einer Freigabe ab 17 Jahren entspricht. In Deutschland wurde der Film von der FSK ab 16 Jahren freigegeben. In der Freigabebegründung heißt es, einzelne drastische Gewaltbilder könnten Kinder unter 16 Jahren emotional überfordern, 16-Jährige seien jedoch bereits in der Lage, die Schockmomente im Kontext der Erzählung zu verarbeiten und die Ideologie der Sekte kritisch zu durchschauen.

### Kritiken und Einspielergebnis
Der Film konnte bislang 83 Prozent aller Kritiker bei Rotten Tomatoes überzeugen und erhielt hierbei eine durchschnittliche Bewertung von 7,6 der möglichen 10 Punkte. Auf Metacritic erhielt der Film einen Metascore von 72 von 100 möglichen Punkten.
John DeFore von The Hollywood Reporter findet, Ari Asters Vorstellung von dieser schwedischen Gemeinschaft und ihren Volksweisen profitiere von der Liebe zum Detail und sei in den Kulturen der realen Welt verwurzelt. Piktogramme an den Wänden erinnerten Außenstehende an Tarot- oder mexikanische Loteria-Karten, in denen ihr Schicksal festgelegt wird. Danis Albtraum beschreibt DeFore als eine kubrickianische Vision, wobei die verzierte Decke, unter der sie sich zusammenkauert, wie eine Hommage an den Teppich in The Shining erinnere.
Eric Kohn von IndieWire bemerkt die vielen Details im Film, wie ein einheimisches Runenalphabet, das die Wände der puppenhausartigen Siedlung ziert. Solche visuellen Raffinessen lösten zusammen mit der akrobatischen Kameraführung und einer absorbierenden Klanglandschaft einen betörenden Zauber aus. Der Film erinnert Kohn an The Wicker Man von Robin Hardy, eine Entjungferung in Midsommar lasse Ken Russells The Devil zahm erscheinen.

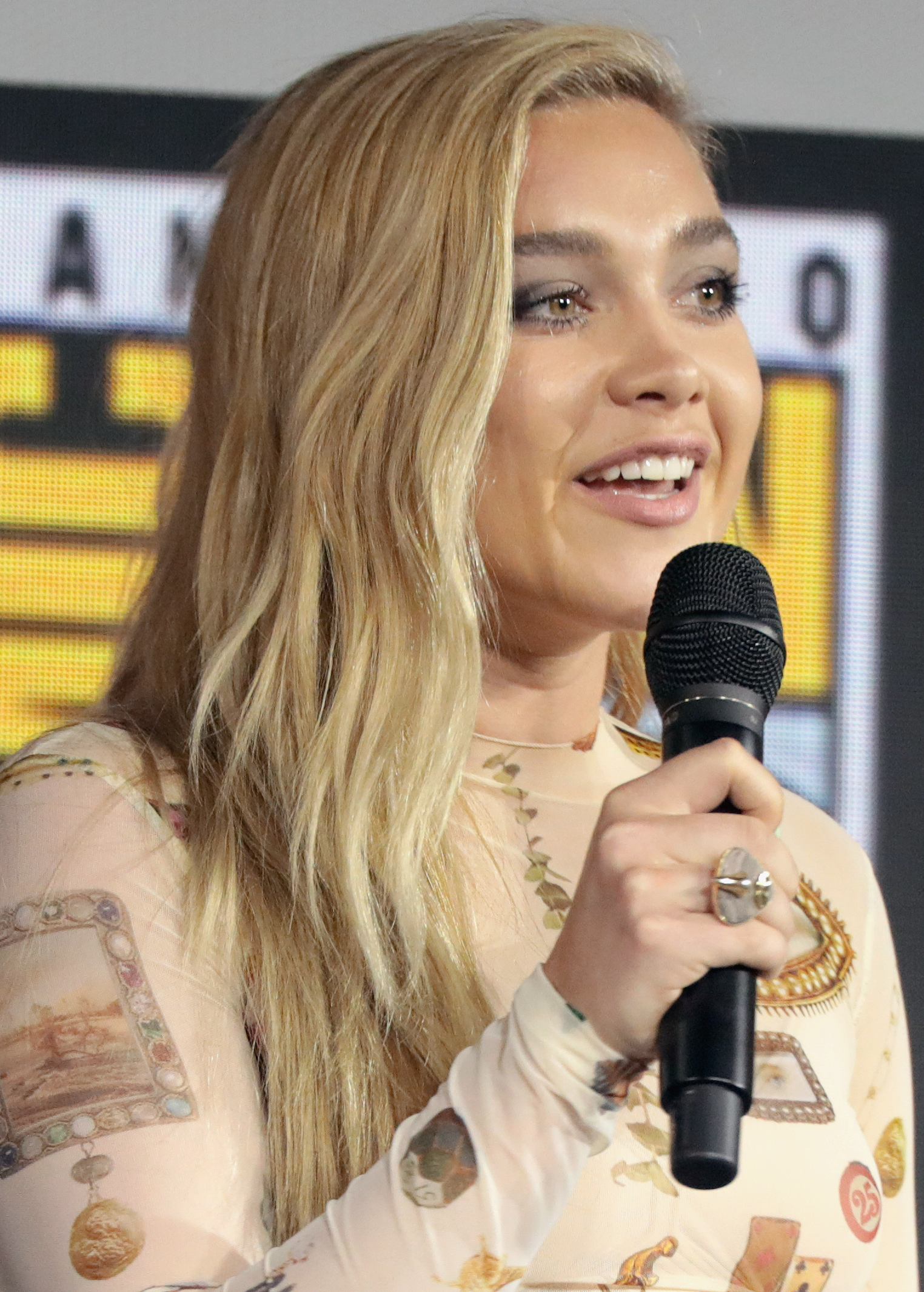
Florence Pugh spielt Dani

Andrew Barker von Variety schreibt, ein großes Verdienst sollte dem Komponisten Bobby Krlic gelten, dessen erfinderische, überaus selbstbewusste Filmmusik einen Großteil der emotionalen Härte liefere, die das Drehbuch vernachlässige, und den oft unebenen Film trage. So sei es auch das Zusammenspiel von Florence Pughs Performance und Krlics plötzlich donnernder Musik, die im Mittelpunkt stehe, wenn Midsommar letztlich in einem wilden, halluzinatorischen Finale seinen Höhepunkt erreiche und Danis bislang unterdrückte Trauer, Wut und Sehnsucht nach Mitgefühl endlich ein Ventil finde. Eine Schande sei, dass es so lange dauere, diese in den Mittelpunkt zu rücken, so Barker.
Jan Künemund zeigt sich im Spiegel von Florence Pugh begeistert: „Den Weg in die grelle Folklore-Hölle nimmt Midsommar vom Schwarz der New Yorker Nächte und der emotionalen Verdunkelung seiner Heldin Dani (Florence Pugh in einer tollen On-Edge-Performance) aus. […] Brillant montiert Ari Aster in seinem New Yorker Prolog dysfunktionale Beziehungen und emotionale Verkümmerungen, bevor sein Film für zwei Stunden in seinem Hauptsetting Platz nimmt.“ Aster erweise sich dabei als cleverer Baumeister von Genre-Gerüsten, die weniger auf Überraschungseffekte abzielten, als vielmehr aus einer interessanten Desorientiertheit seiner Figuren heraus ins erwartbare Horrorszenario kippten. „Das wiederum zelebriert der Film im hellsten Tageslicht (Kamera, wie schon in Hereditary: Pawel Pogorzelski), statt genrekonform durch düstere Innenräume zu hetzen, in denen das Böse immer zu spät in den Blick gerät. Virtuos schütteln Aster und sein Szenenbildner Henrik Svensson zudem nordische Sagen und Mythen durcheinander, bis sie sich jeder völkerkundlichen Plausibilität entziehen, aber trotzdem den Eindruck eines geschlossenen Systems erwecken.“
Thomas Groh hebt in seiner Kritik für den Tagesspiegel u. a. den Soundtrack hervor: „Aster erzählt erst schwelend, dann in brachialer Orchestrierung sämtlicher filmischer Sinne. Und bleibt dabei sonderbar geradlinig und verquer zugleich, wenn er dem Affektangebot jeden positiven Bezugspunkt gründlich austreibt: Während der Film sich ins glutheiße Furiosum deliriert, markiert Bobby Krlics kongenialer Soundtrack ein pastorales Erlösungsidyll. Empathie, Empathieverlust, aggressiver Regress, melodramatischer Exzess: Man weiß in diesem taghell-düsteren Spektakel nicht, wohin mit dem eigenen Gefühlshaushalt. […] Vielleicht allegorisiert Midsommar tatsächlich die geschlechterpolitischen Anspannungen unserer Gegenwart: Wenn die Jungs nicht endlich lernen, wie man liebt, wird es böse enden.“

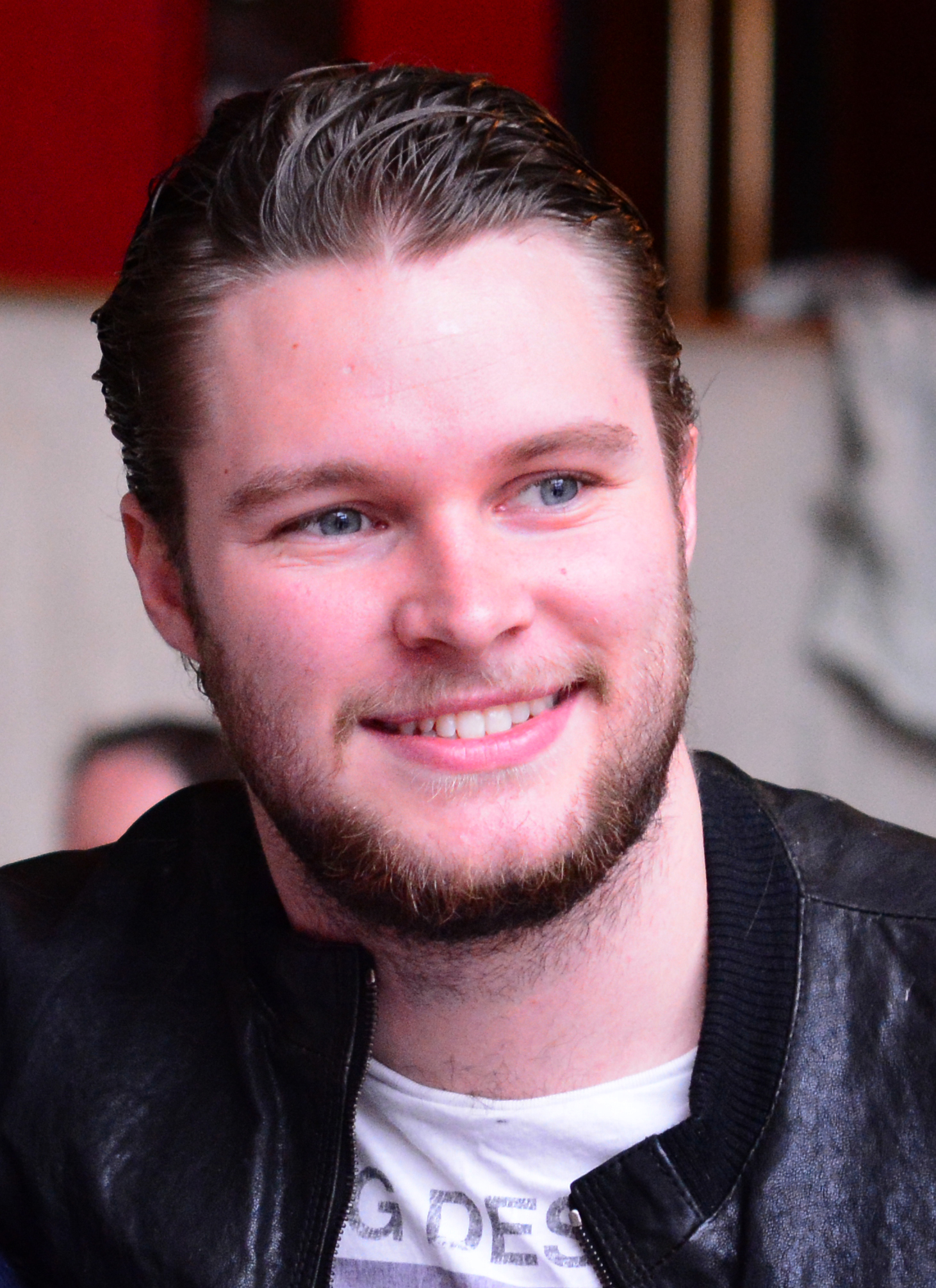
Jack Reynor spielt Christian

Die Filmkritikerin Antje Wessels schreibt, insbesondere durch die nur sehr gemächlich angezogene Spannungsschraube konfrontiere einen Midsommar auch mit der Thematik „Tradition, respektive das blinde Vertrauen in dieselbe“ und sei so auch eine Geschichte über die Ausführung blinden Gehorsams, worin letztlich der echte Horror liege. Klassische Jump-Scares gebe es in Midsommar so gut wie keine, was aber nicht bedeute, dass der Film aufgrund besonders prägend inszenierter Momente nicht doch im Gedächtnis bleibe: „Ari Aster und sein Kameramann komponieren auch diesmal wieder faszinierende Bilder des Schreckens, von irritierend perfekt durchkomponierten Essenstafeln aus der Vogelperspektive bis hin zu zweckentfremdeten Säugetieren. […] Midsommar ist derart vollgepackt mit Symbolik und Subtext, dass ein einziges Anschauen ohnehin nicht ausreicht, um all das auf einmal zu dechiffrieren.“ Wessels resümiert, Midsommar sei nach Hereditary das zweite Horror-Meisterwerk des Regisseurs, und der Film sei kein Genre-Fast-Food, sondern ein Film, auf dessen einzigartige Atmosphäre man sich einlassen müsse.
Die weltweiten Einnahmen des Films aus Kinovorführungen belaufen sich bislang auf 47,9 Millionen US-Dollar.

### Auszeichnungen
Critics’ Choice Movie Awards 2020
- Nominierung als Bester Science-Fiction-/Horrorfilm

Gotham Awards 2019
- Nominierung für das Beste Drehbuch (Ari Aster)
- Nominierung als Beste Darstellerin (Florence Pugh)

Independent Spirit Awards 2020
- Nominierung für die Beste Kamera (Pawel Pogorzelski)[33]

London Critics’ Circle Film Awards 2020
- Nominierung als Bester Film
- Nominierung als Beste Schauspielerin (Florence Pugh)
- Nominierung als Beste britische oder irische Schauspielerin (Florence Pugh)[34]

National Board of Review Awards 2019
- Aufnahme in die Top 10 Independent-Filme[35]

Online Film Critics Society Awards 2020
- Nominierung als Beste Hauptdarstellerin (Florence Pugh)[36]

Santa Barbara International Film Festival 2020
- Auszeichnung mit dem Virtuoso Award (Florence Pugh)

Saturn Awards 2021
- Nominierung als Bester Horrorfilm

## Synchronisation
Die deutsche Synchronisation entstand nach einem Dialogbuch und der Dialogregie von Christian Gundlach im Auftrag der EuroSync GmbH, Berlin.
| Darsteller             | Synchronsprecher   | Rolle     |
| ---------------------- | ------------------ | --------- |
| Jack Reynor            | Henning Nöhren     | Christian |
| Florence Pugh          | Julia Kaufmann     | Dani      |
| William Jackson Harper | Tobias Schmidt     | Josh      |
| Will Poulter           | Konrad Bösherz     | Mark      |
| Anders Beckman         | Michael Noack      | Arne      |
| Ellora Torchia         | Marie-Isabel Walke | Connie    |
| Hampus Hallberg        | Leonhard Mahlich   | Ingemar   |
| Vilhelm Blomgren       | Florian Hoffmann   | Pelle     |
| Archie Madekwe         | Ricardo Richter    | Simon     |
| Gunnel Fred            | Isabella Grothe    | Siv       |